# Isla Margarita
För andra betydelser, se Isla Margarita (olika betydelser).

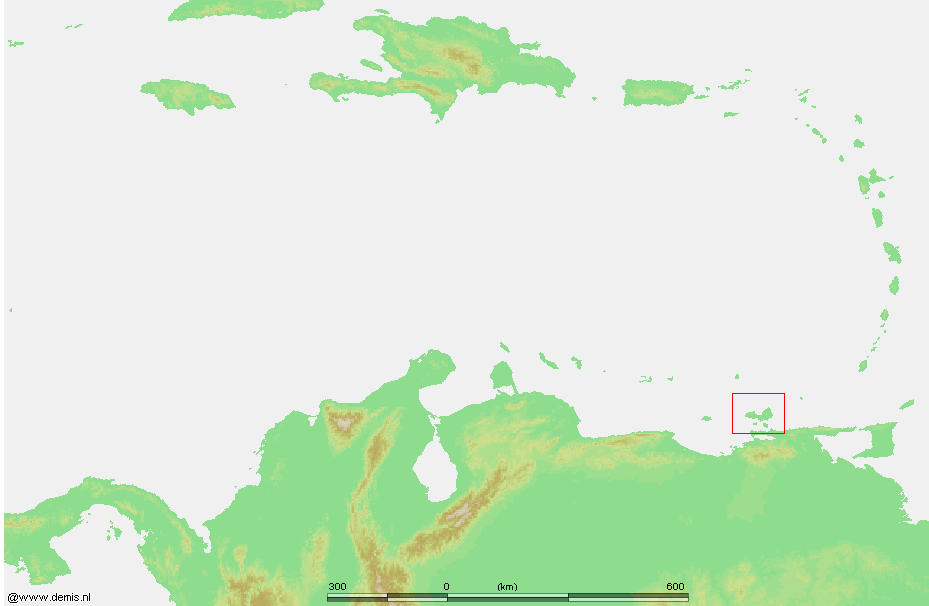
Isla Margaritas läge utanför det venezuelanska fastlandet.

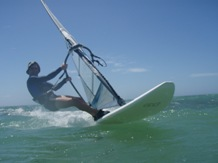
Stadiga vindar under vinterhalvåret gör Isla Margarita till ett populärt resmål för vindsurfare.

Isla Margarita (spanska: Isla de Margarita) är den största av de 72 öarna i Venezuelas arkipelag och ligger cirka två timmars båtresa utanför Venezuelas kust. Isla Margarita hör tillsammans med systeröarna Coche och Cubagua till Nueva Esparta, en av Venezuelas tjugotre delstater. Margaritas huvudstad heter La Asunción och ön har ungefär 435 000 invånare. Huvudnäringarna på ön är turism, fiske och byggindustri.

## Geografi

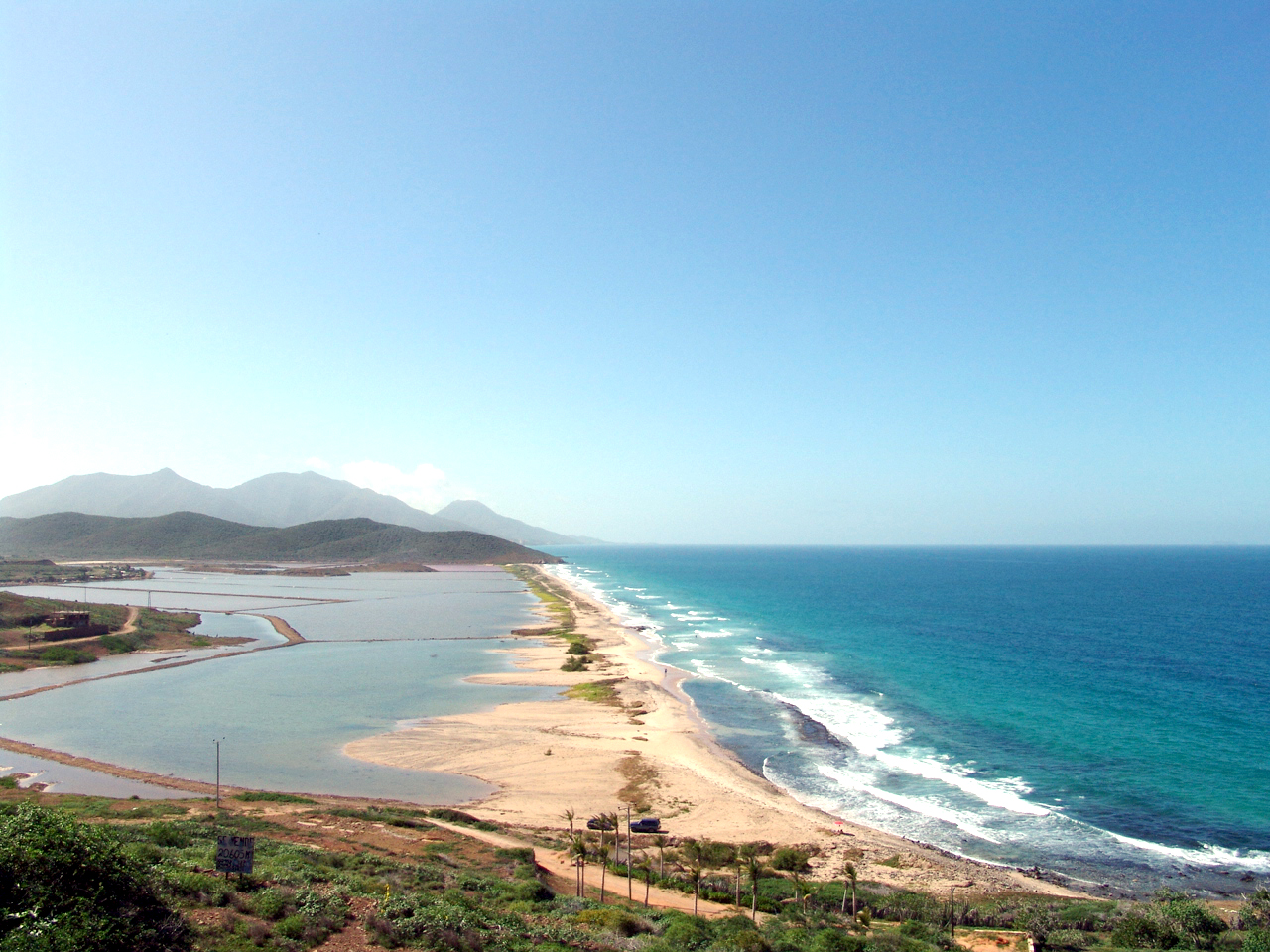
Strand nära Pampatar.

Isla Margarita ligger i Karibien mellan latituderna 10°52'N och 11°11'N och longituderna 63°48'W och 64°23'W. Margarita ingår i Nueva Esparta, en av Venezuelas 27 delstater tillsammans med öarna Coche och Cubagua. Den har en yta av 1 020 km². Ön består av två halvöar som är sammanbundna av en smal strandremsa och ett mangroveträsk som bildar Laguna de la Restinga nationalpark. Isla Margarita är ca 78 km lång och ca 20 km bred på det bredaste stället. Klimatet är soligt och torrt och temperaturen pendlar mellan 24 och 37 grader.
Macanao, halvön i väster, har en bergskedja som går från öst till väst. Den högsta toppen Pico de Macanao når 760 meter över havet. Flera mindre bergskedjor sträcker sig ut från den i nord-sydlig riktning med djupa dalar mellan dem. Den mest bemärkta av de här dalarna är San Francisco i norra centralmassivet på halvön. Paraguachoa, halvön i öster, formas av en bergskedja i nordlig-sydlig riktning från Porlamar till Cabo Negro. De högsta topparna är San Juan eller Cerro Grande (920 m) och El Copey (890 m).

## Historia

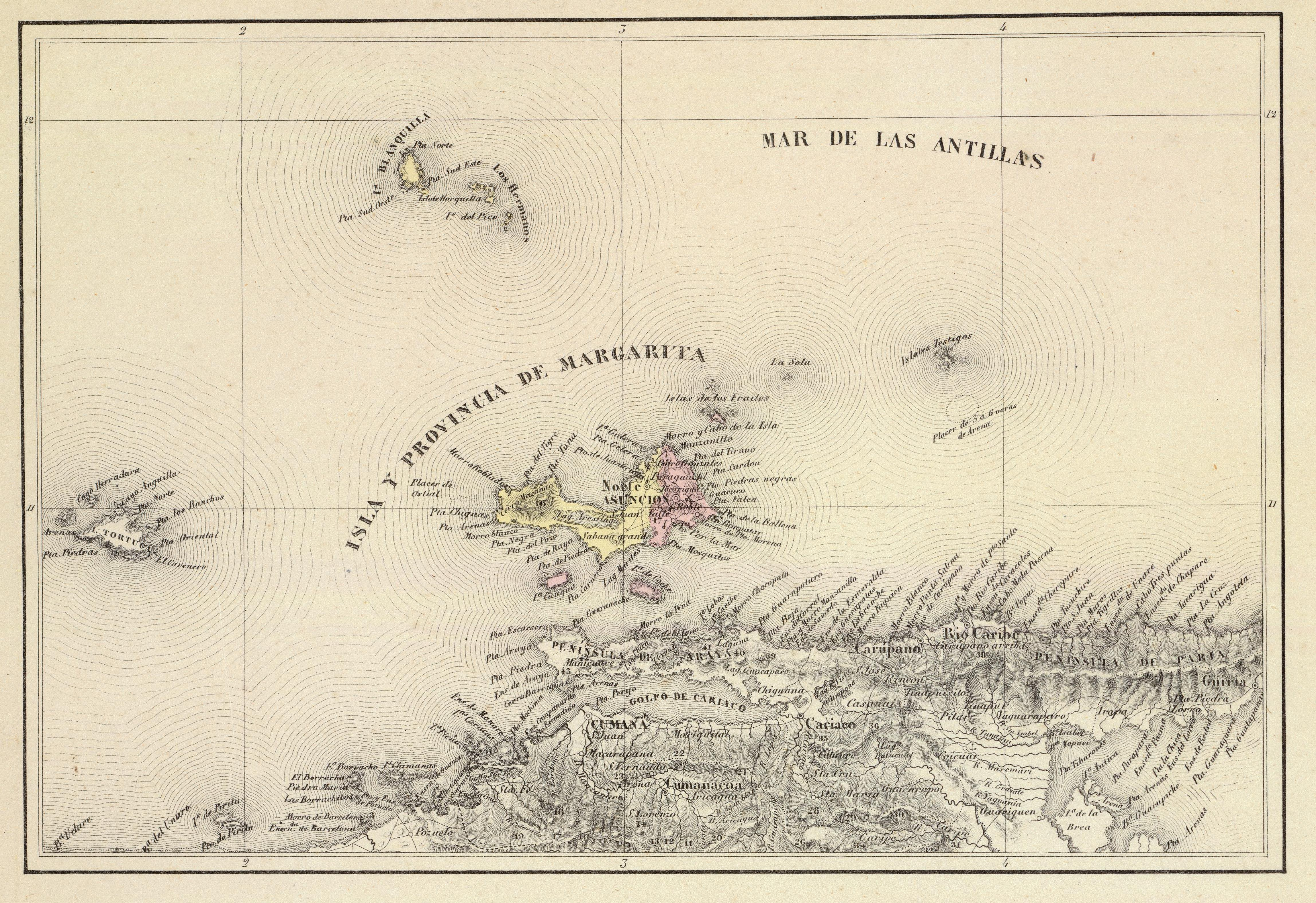
Karta från 1840 av Agustín Codazzi.

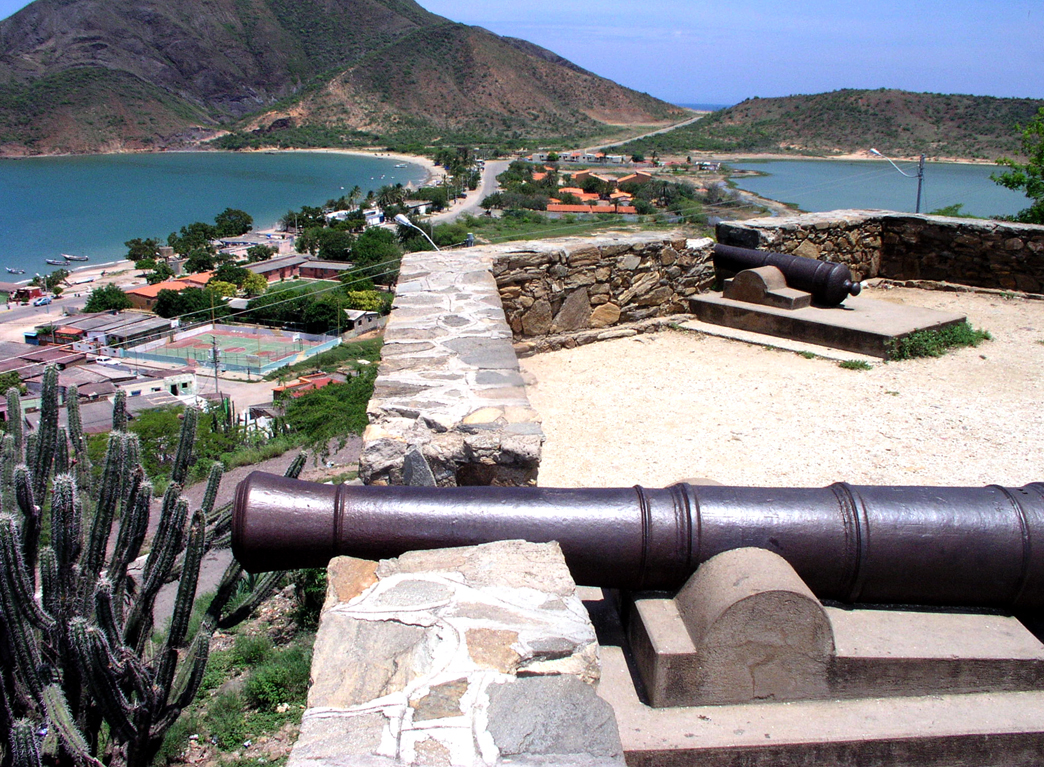
La Galera, spanskt fort från kolonialtiden.

Christopher Columbus upptäckte Isla Margarita 1498 under sin tredje resa. Öborna, kallade Guaiqueries av spanjorerna, välkomnade spanjorerna med öppna armar omedvetna om att de senare skulle bli förslavade på grund av sina rikedomar. I vattnen utanför Coche och Cubagua fanns det pärlbankar med mängder av pärlor, som kom att stå för nästan en tredjedel av de rikedomar som skeppades över till Spanien från den Nya världen. På grund av de rikedomar som fanns på Margarita drabbades ön av sjörövare och flera fort uppfördes, varav flera finns kvar än idag. 1561 tillskansade sig Lope de Aguirre Margarita. Han var en ökänt våldsam och rebellisk Conquistador som höll öns invånare i ett grepp av terror tills han återvände till fastlandet i ett försök att erövra Panama från spanjorerna.
Margarita räknas till den plats där frihetskriget mot spanjorerna startade 1789 och Margarita blev det första fria territoriet i Venezuela. Det var på Isla Margarita i Santa Ana som Simon Bolivar, senare kallad Befriaren, kröntes till general över frihetsarmén som gjorde slut på spanjorernas välde i den Nya världen. 

## Större städer

### Porlamar
Porlamar ligger vid sydostkusten och är den största staden på ön med ca. 100 000 invånare. Staden är uppdelad två olika delar, den gamla delen av staden med katedralen San Nicholas och parken Plaza Bolivar, med en staty av frihetskämpen Simon Bolivar, och den moderna östra delen av staden där det finns många butiker som säljer märkesvaror från hela världen. Det finns två stadsstränder med restauranger och kaféer.

### Pampatar

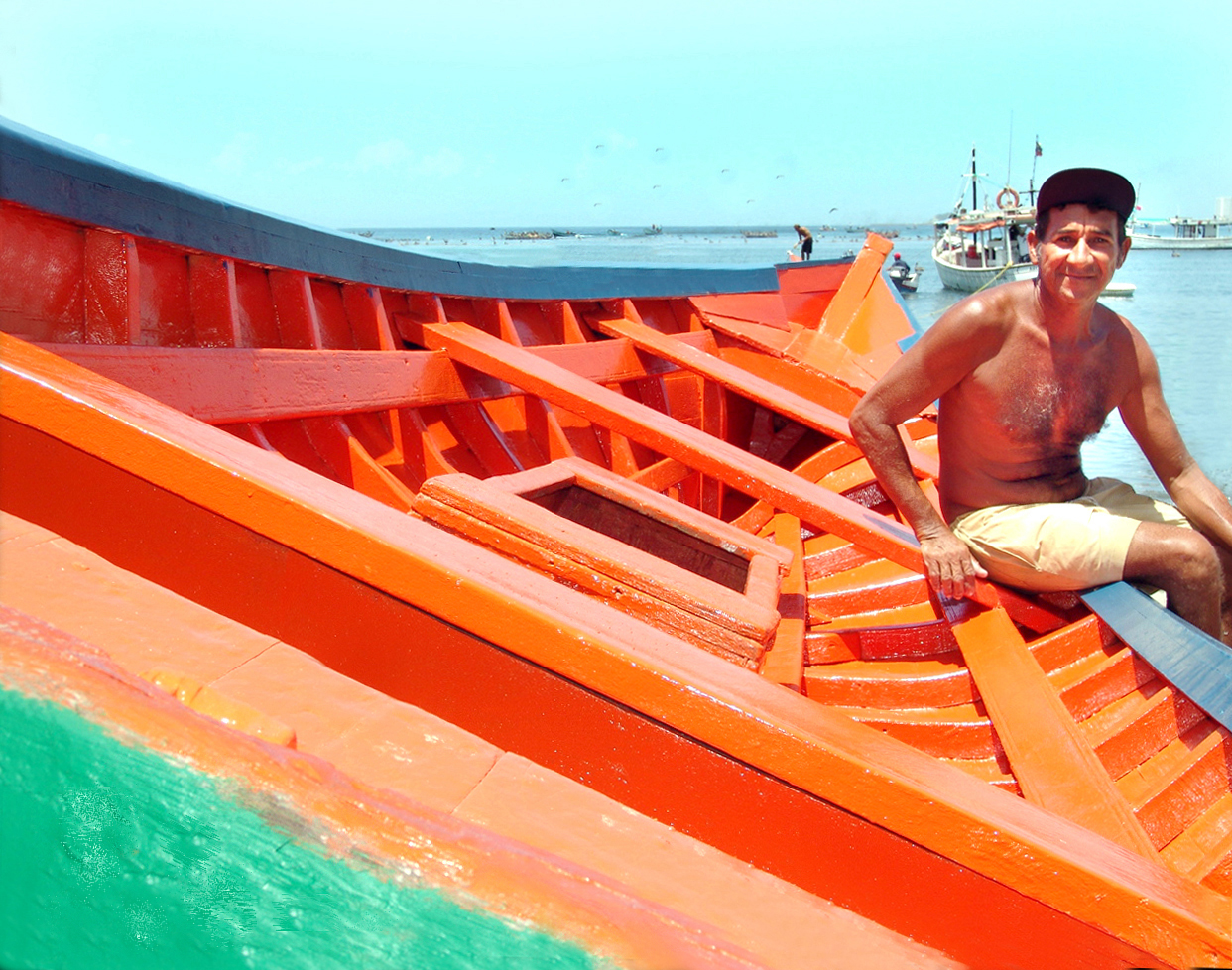
Fiskare i sin traditionella båt nära Pampatar.

Pampatar är en av de större städerna på Margarita med ca. 43 000 invånare (inom kommungränsen). Den har flera stränder och fortet Castillo San Carlos Borromeo som byggdes mellan 1664 och 1684. 

### La Asunción
La Asunción är öns och delstaten Nueva Espartas huvudstad med cirka 28 000 invånare. I staden finns bland annat Museo Nueva Cádiz och strax utanför ligger Castillo de Santa Rosa.

### Juan Griego
Juan Griego har ca. 33 000 invånare, fina ständer och några mindre shoppingcentra. Några av öns bästa restauranger ligger i Juan Griego, och det är mycket populärt bland turister att äta middag på någon restaurang samtidigt som man ser solen gå ned. Fortet La Galera ligger strax utanför staden, där utkämpades det sista slaget på ön när öborna slängde ut spanjorerna.

## Turism
Man kan ta sig till Isla Margarita med båt eller flyg. Flygplatsen Aeropuerto Internacional del Caribe Santiago Mariño
ligger ca 25 kilometer från Porlamar. Öns status som en skattefri zon och dess närhet till fastlandet har gjort den mycket populär bland de boende på fastlandet. Venezuelanerna besöker ön speciellt runt jul- och påskhelgerna och från juli till mitten av september. De besöker även ön på shoppingresor då till exempel sprit, ost, choklad och elektriska apparater är billigare där än på fastlandet. Många pensionärer besöker Margarita och övervintrar där då ön har ett behagligt klimat och lugnt tempo.
Framtidsresor var den första svenska researrangören som började sälja resor till Margarita, de hade hållit på i 15 år när Ving och Fritidsresor satte igång hösten 2005.

### Sevärdheter
Ett av de största utflyktsmålen på Isla Margarita finns i den lilla staden El Valle del Espíritu Santu, öns religiösa centrum. Människor från hela östra Venezuela vallfärdar till basilikan Basilica de Nuestra Senõra del Valle för att betyga Margaritas och östra Venezuela skyddshelgon Santuario de la Virgen del Valle sin vördnad. I Museo Diocesano som ligger strax intill finns gåvor som människor skänk till helgonet.
Ett annat populärt utflyktsmål är mangroveträsket Laguna de Restinga, där man kan se sjöhästar, pelikaner, flamingos och andra djur.
På Cubagua finns ruinerna av Nueva Cádiz, den första staden som spanjorerna byggde i Sydamerika. Staden grundades 1501 och förstördes 1541 av en jordbävning men byggdes aldrig upp igen. Där kan man snorkla eller njuta av näst intill tomma stränder. Om man vill få information om Nueva Cádiz men inte vill åka båt till Cubagua kan man ta sig till La Asunción och Museo Nueva Cádiz.
I Boca del Río finns Museo Marino de Margarita ett projekt som drivs av Universidad de Orient. Där finns bland annat en grund bassäng med fiskar, sniglar och andra undervattensdjur som lockar barn. Där finns även sköldpaddor och små hajar.
Parque El Aqua nära playa El Cardón är ett familjevänligt vattenland med bland annat en stor bubbelpool utomhus.
Nationalparken Canaima på fastlandet med världens högsta vattenfall Angel Falls och ögruppen Los Roques med sina stränder är populära utflyktsmål för dagsutflykter.

### Stränder

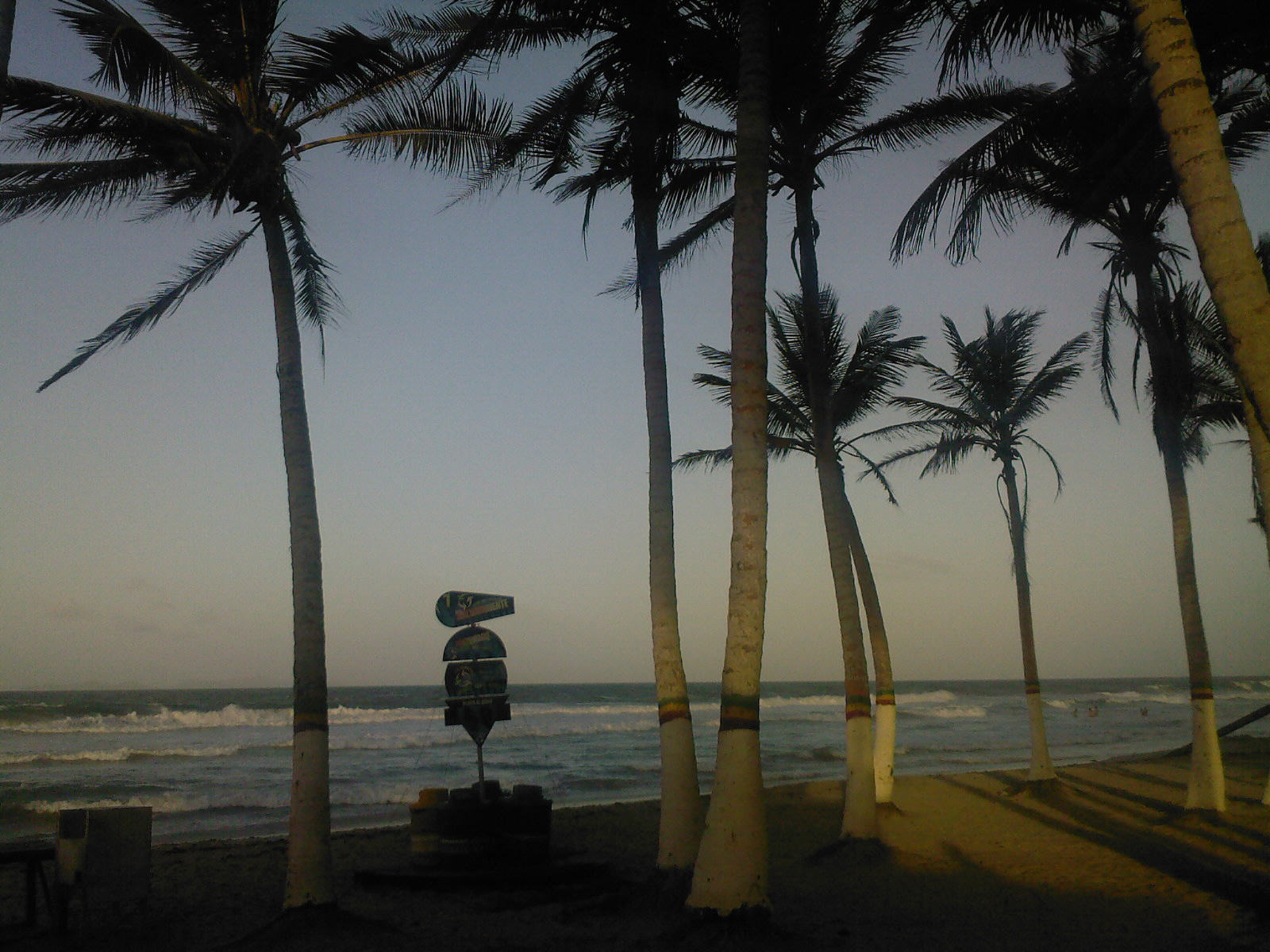
Playa el Aqua, Isla Margaritas mest populära strand.

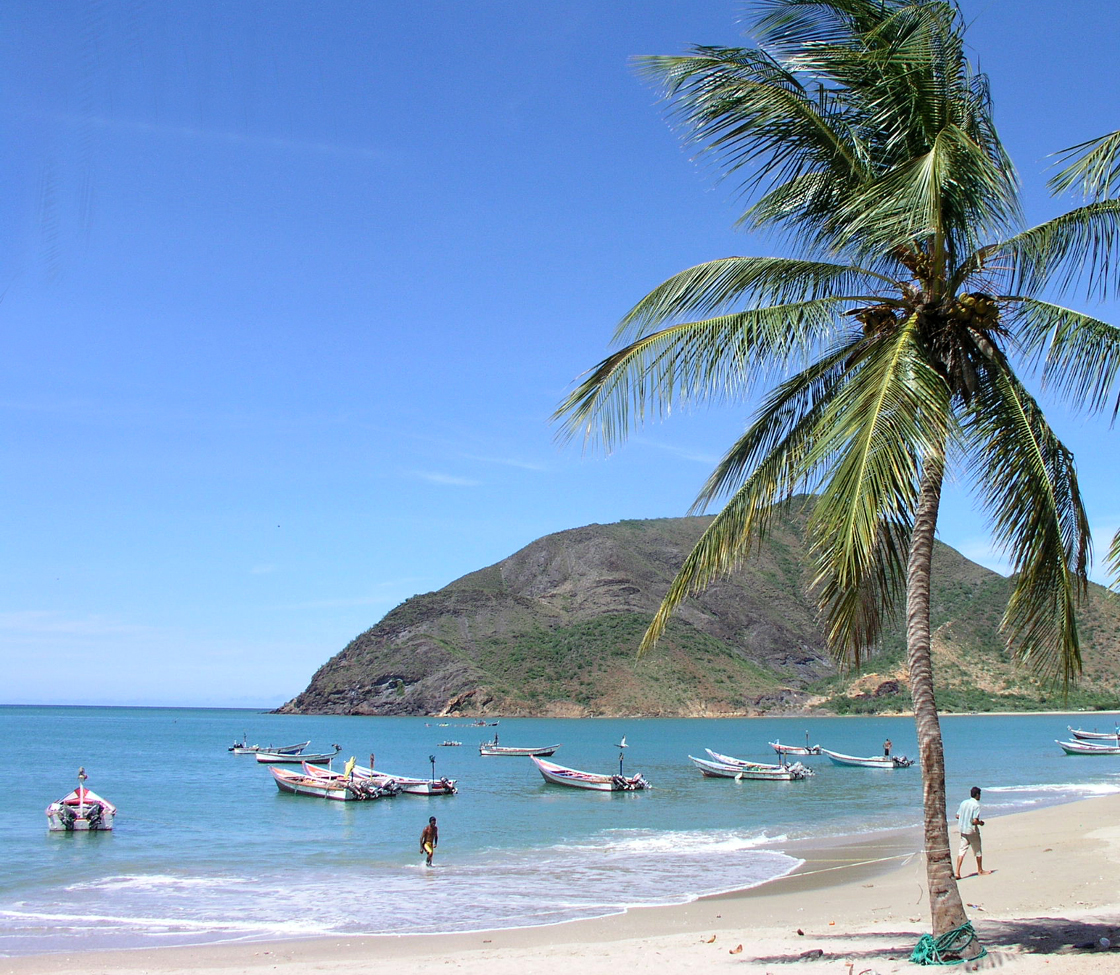
La Galera-stranden nära Juan Griego.

Det finns ett stort antal stränder på ön varav ca 50 st är tillräckligt stora för att ha ett namn. Det finns både stränder som är fulla av folk till sådana där man är alldeles ensam. Den 4 km långa Playa El Agua i norr är den mest populära stranden och där finns de flesta hotellen. Playa El Yaque är internationellt känd som en utmärkt plats för vindsurfning tack vare sina stadiga vindar. Några av världens främsta vindsurfare har El Yaque som träningsplats. Man kan även se många som ägnar sig åt kitesurfing. Playa Parquita är populär bland surfare.
Playa Manzanillo som ligger ca fem minuter från Playa El Agua är en fiskeby med några restauranger och en fin strand utan alltför mycket folk. Om man har tur så får man se när byborna tar in dagens fångst som lite senare serveras i restaurangerna.
Playa Pedrogonzáles eller Playa Zaragoza som den också kallas är pittoresk med sina välbevarade traditionella hus.
På Macanaohalvön finns det flera stränder utan alltför mycket folk. Playa Punta Arena är den som ligger längst västerut och ett populärt utflyktsmål för jeepsafaris.